# مارك دفورجتسكي
مارك دفورجتسكي (بالعبرية: מרק דבורז'צקי) (3 مايو 1908 – 15 مارس 1975) طبيب ومؤرخ إسرائيلي، وناجي من محرقة الهولوكوست.

## حياته
ولد في ليتوانيا (حين كانت جزءا من الإمبراطورية الروسية). وهاجر إلى إسرائيل بعد الحرب العالمية الثانية. وألف العديد من الكتب حول الهولوكوست، خاصة في ما يتعلق بدول بحر البلطيق، ومهنة الطب.

## جوائز
حصل على جائزة إسرائيل في عام 1953 في مجال علوم الاجتماع، وكانت أول سنة تمنح فيها تلك الجائزة.

## كتب منشورة
- بين الأجزاء – سيرة ذاتية

- قدس ليتوانيا في الثورة والهولوكوست: تاريخ جيتو فيلنا وحركة المقاومة.

- أوروبا بلا أطفال: خطط النازيين للتدمير البيولوجي

- معسكرات اليهود في إستونيا

- هيرشكه غليك